# Phare de Svenner
Le phare de Svenner (en norvégien : Svenner fyr)  est un phare actif situé sur l'île de  Korpekollen (archiperl de Svenner), dans la commune de Larvik, comté de Vestfold.
Il est géré par l'administration côtière norvégienne (en norvégien : Kystverket).

## Historique
Le premier phare de Svenner a été construit en 1874. La tour d'origine a été construite en pierre par des prisonniers qui ont été emprisonnés à la citadelle d'Akershus. En 1900, la tour en fonte existante est construite. Le phare a été désaffecté fin 2002 et automatisé en 2003. Le phare et les bâtiments associés ont été classés en 1997.

## Caractéristiques dufeu maritime
Contrairement au phare de Færder et au phare de Jomfruland, le phare de Svenner n'est pas polyvalent, mais s'allume en rouge ou en blanc dans différents secteurs. Le feu maritime est Oc WR 10s, ce qui signifie occulter la lumière blanche ou rouge par cycles de 10 secondes. L'occultation signifie que la période de lumière dans chaque cycle est plus longue que la période sans lumière, et la balise s'allume avec une lumière rouge dans le secteur rouge et une lumière blanche dans le secteur blanc.
La balise radar envoie le code Morse N avec une portée de 24,8 milles nautiques.
Identifiant : ARLHS : NOR-044 ; NF-041700 - Amirauté : B2578 - NGA : 0816.

### Galerie

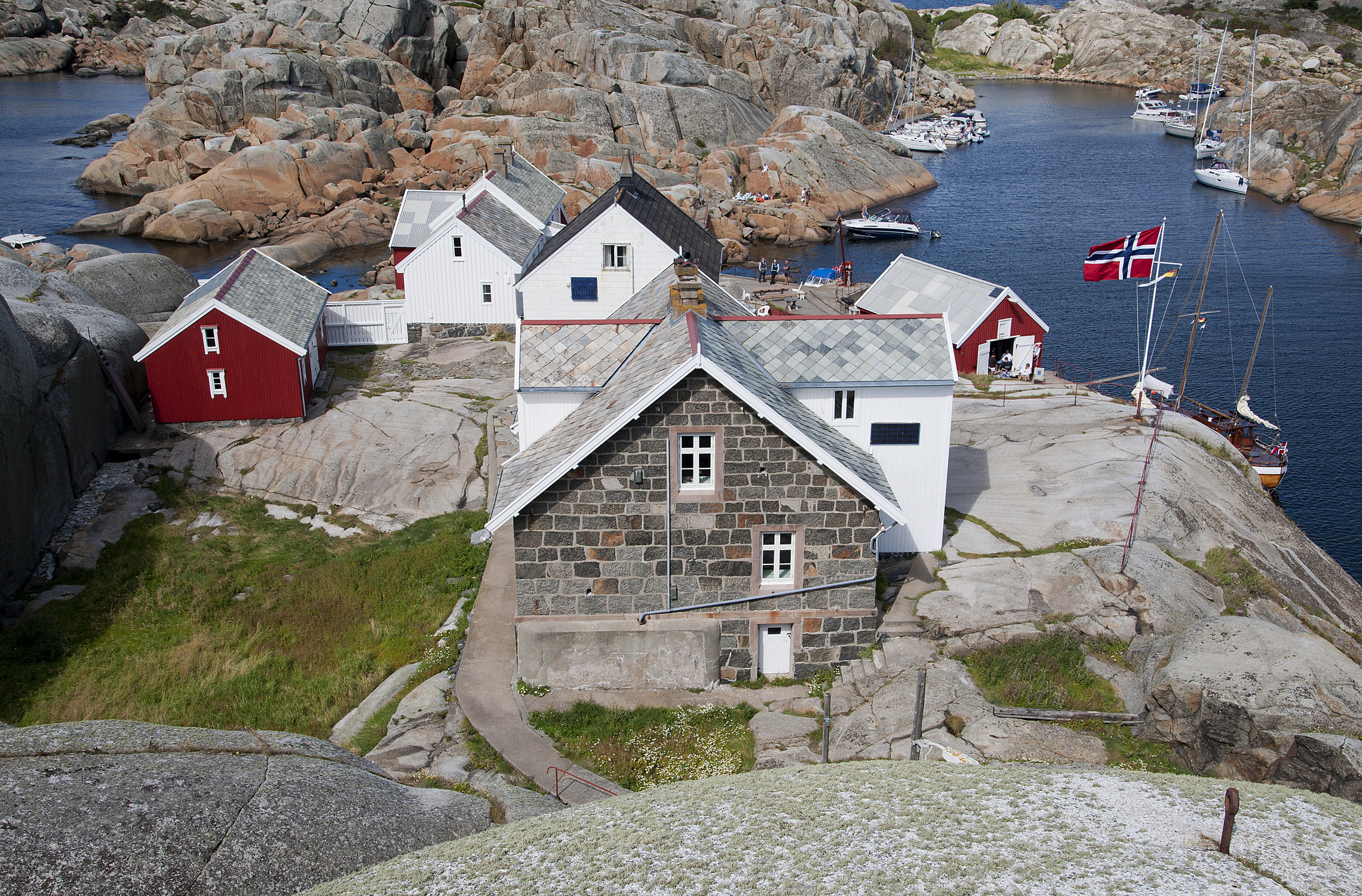
Chalet sur Svenner
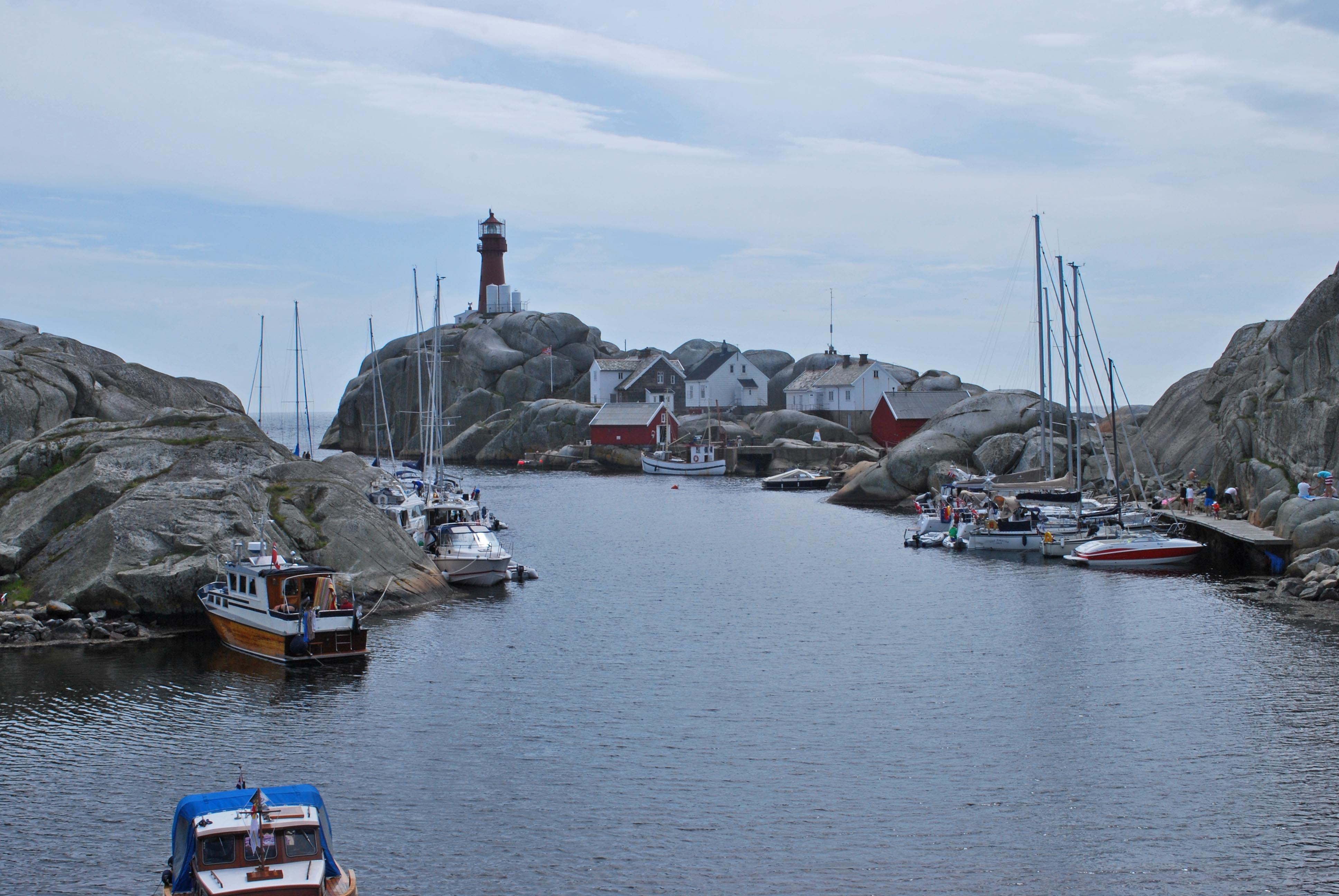
Port abrité

### Lien connexe
- Liste des phares de Norvège